# Sông Bắc Cuông
Sông Bắc Cuông là một con sông đổ ra Sông Chảy. Sông có chiều dài 35 km và diện tích lưu vực là 216 km². Sông Bắc Cuông chảy qua các tỉnh Lào Cai, Hà Giang.